# 2MASS J13285503+2114486
2MASS J13285503+2114486 ist ein Brauner Zwerg im Sternbild Haar der Berenike. Er wurde 1999 von J. Davy Kirkpatrick et al. entdeckt.
Er gehört der Spektralklasse L5 an. Seine Position verschiebt sich aufgrund seiner Eigenbewegung jährlich um 0,4811 Bogensekunden.